# Zoltán Kammerer
Zoltán Kammerer (ur. 10 marca 1978 w Vácu) – węgierski kajakarz, trzykrotny mistrz olimpijski.
W 1995 został mistrzem świata juniorów, także w jedynce. Później zaczął pływać w dwójce i czwórce. W 2000 w Sydney został mistrzem olimpijskim na dystansie 500 m w dwójce wspólnie z Botondem Storczem oraz w czwórce na 1000 m (Storcz, Kammerer, Akos Vereckei, Gábor Horváth). W 2004 w Atenach czwórka w niezmienionym składzie obroniła tytuł mistrzowski. W Londynie (2012) węgierska czwórka (Zoltán Kammerer, Dávid Tóth, Tamás Kulifai, Dániel Pauman) zdobyła srebrny medal olimpijski. Kammerer wielokrotnie stawał na podium mistrzostw świata i Europy.

## Starty olimpijskie (medale)
Sydney 2000
- K-2 500 m, K-4 1000 m - złoto

Ateny 2004
- K-4 1000 m - złoto

Londyn 2012
- K-4 1000 m - srebro